# Philautus hosii
Philautus hosii är en groddjursart som först beskrevs av George Albert Boulenger 1895.  Philautus hosii ingår i släktet Philautus och familjen trädgrodor. IUCN kategoriserar arten globalt som nära hotad. Inga underarter finns listade i Catalogue of Life.